# Ellis Kolchin
Ellis Kolchin   (Nova York, 18 d'abril de 1916 - Nova York, 30 d'octubre de 1991) va ser un matemàtic estatunidenc.
Kolchin va obtenir un doctorat en matemàtiques a la Universitat de Colúmbia el 1941 sota la supervisió de Joseph Fels Ritt. Excepte uns anys durant la Segona Guerra Mundial en els quals va treballa per la intel·ligència militar nord-americana, va fer tota la seva carrera acadèmica a la Universitat de Colúmbia, en la qual es va jubilar el 1986. Va rebre una beca Guggenheim el 1954 i el 1961. Parlava rus amb fluïdesa i va fomentar els contactes entre matemàtics soviètics i americans.
Els treballs de recerca de Kolchin van ser en l'àlgebra diferencial i temes connexos com les equacions diferencials, l'àlgebra commutativa i la teoria de grups algebraics lineals, essent el fundador de la teoria moderna dels grups algebraics lineals.